# Sakleshpur
Sakleshpur (en canarés: ಸಕಲೇಶಪುರ ) es una ciudad de la India en el distrito de Hassan, estado de Karnataka.

## Geografía
Se encuentra a una altitud de 933 m s. n. m. a 224 km de la capital estatal, Bangalore, en la zona horaria UTC +5:30.

## Demografía
Según estimación 2011 contaba con una población de 28 101 habitantes.